# علی‌اصغر پتگر
علی‌اصغر پِتگر (زادهٔ ۱۲۹۲ در تبریز – درگذشتهٔ ۱۳۷۱ در تهران) نقاش واقع‌گرای برجستهٔ معاصر، از شاگردان میرمصور بود؛ بسیاری از هنرمندان معاصر از شاگردان او بوده‌اند. پتگر در ابتدا به امپرسیونیسم گرایش داشت ولی متأثر از میرمصور در ادامه کارهایش به آثار کمال‌الملک، اسماعیل آشتیانی و علی‌محمد حیدریان متمایل شد.

## زندگی
علی‌اصغر پِتگر در ۱۲۹۲ در تبریز متولد شد. او در کارگاه قالی‌بافی خانوادگی‌شان با رنگ و نقش بزرگ شد و از همان ابتدا استعداد و علاقمندی خود را به نقاشی بروز داد. او تحصیلات ابتدائی را در تبریز گذراند و به همراه برادرش، جعفر پتگر نزد میرمصور از نقاشان سرآمد تبریز و دانش آموختهٔ نقاشان روسی به آموختن نقاشی پرداخت. در ۱۳۱۲ به توصیهٔ میرمصور به همراه برادر به تهران رفت و در مدرسه صنایع مستظرفه، شروع به تحصیل نمود. پس از فارغ‌التحصیلی و اخذ لیسانس در ۱۳۱۹ با همکاری برادرش، کارگاهی جهت نقاشی و آموزش دایر کردند. این کارگاه اولین آموزشگاه خصوصی نقاشی برای بانوان در ایران قلمداد می‌شود که در تهران، خیابان نادری، کوچهٔ نوبهار قرار داشت. فروغ فرخزاد، کلارا آبکار، بهجت صدر و هنرمندان دیگری از شاگردان پتگر بودند. این آموزشگاه همچنین به محفل گردهم‌آیی نویسندگان و شاعرانی همچون صادق هدایت، صادق چوبک، بزرگ علوی، نیما یوشیج، شهریار، سیمین بهبهانی و دیگران تبدیل شد.
در ۱۹۲۰ علی‌اصغر و جعفر نام خانوادگی خود را از برادران اکبری به پِتگر به معنای تصویر، واژه‌ای اوستایی تغییر دادند. پتگر با ایراندخت ستوده، خواهر منوچهر ستوده در ۱۹۲۳ ازدواج کرد. باجناغ او جلیل ضیاءپور پدر نقاشی مدرن ایران و دشمن کمال‌الملک بود و دعواهای ایدئولوژیک آنها در جمع‌های خانوادگی امری همیشگی قلمداد می‌شد. او پس از درگذشت همسرش در ۱۳۴۹ دوباره ازدواج کرد.
علی‌اصغر پتگر در ۱۳۷۱ در تهران بر اثر حمله قلبی درگذشت.

## آثار
۱۳۳۰ محل کلاس‌های پتگر منتقل شد و او مستقل از برادرش به کار پرداخت. او که در ابتدا به سبک کلاسیک گرایش داشت، آثاری با ظرایف و با اصول آکادمیک و طراحی خلق می‌کرد. در بین آثار وی در این زمان خلاقیت و بدعت گذارای‌هایی در ترکیب‌بندی، نور، تقسیمات صفحه و حسی که به کار می‌بخشید مشاهده می‌شود. پس از این آثار او به ناتورالیسم متمایل شد، ولی از لحاظ سوژه، واقع‌گرایی محسوب می‌شوند. سال‌های ‎۱۳۳۴ – ۱۳۳۹ او آثاری به سبک‌های امپرسیونیسم و اکسپرسیونیسم خلق کرد. پتگر در نهایت به سبک واقع‌گرایی بازگشت.
«محلهٔ گازران تبریز»، «روز رختشویی»، «قاری»، «بازگشت به ده» و «درویش» از تابلوهای به‌نام او هستند. آثار پتگر در نمایشگاه‌های مختلفی به نمایش درآمده‌اند ولی او از ۱۳۵۵ فقط به نقاشی و تدریس مشغول بود، آخرین بار در پاییز سال ۱۳۷۰ در موزهٔ هنرهای معاصر نمایشگاهی از آثار وی برگزار شد. تابلوی «پیک‌نیک» پتگر در حراج تهران به فروش رفته‌است.
پتگر دستی بر شعر نیز داشت و به غزل‌سرائی می‌پرداخت و کتاب اشعارش، «رنگین کمان» را در سال ۱۳۶۰ به چاپ رساند.

## نکوداشت
در ۱۳۹۲ به مناسبت صدمین سالگرد تولد پتگر جشنی در موزه مکتب کمال‌الملک برگزار شد و آثار وی به نمایش درآمد.